# アジ化メチル
アジ化メチル (Methyl azide) は、分子式CH3N3を持つアジ化物である。直線状の分子で、アジ化水素やほかのアジ化アルキルと関係がある。共鳴により、中心の窒素原子は、となりの2つの窒素と完全な直線方向に結合しているが、メチル基と結合した窒素は、非共有電子対も持つので、メチル基と折れ曲がった方向に結合している。

## 化学的性質
この化合物はアジ化ナトリウムのメチル化により得られる。また、次の1次反応により分解する。
CH3N3 → CH3N + N2

## 安全上の注意点
アジ化メチルは常温では安定であるが、加熱されると爆発する可能性がある。水銀の存在下では、衝撃や火の粉に敏感になる。混合すると危険な物質は、(マロン酸ジメチル + ナトリウムメトキシド)、水銀、メタノール、アジ化ナトリウム、硫酸ジメチル、アジ化水素などがある。加熱による分解が起こると、有毒ガスであるNOxが発生する。